# Kurt Yaeger
Kurt Yaeger (nacido el 3 de enero de 1977) es un actor, escritor, director, defensor de la discapacidad y atleta profesional estadounidense, que también tiene una amputación debajo de la rodilla. Su trabajo reciente incluye varios papeles en la serie NCIS de CBS, la serie Quarry de HBO/Cinemax, la serie Another Life de Netflix y muchas otras apariciones en televisión. Kurt obtuvo notoriedad apareciendo en la quinta temporada de la serie de FX Sons of Anarchy como Greg "the Peg" y en el video musical de Rudimental para el exitoso sencillo del Reino Unido "Waiting All Night" con la voz de Ella Eyre. 

## Primeros años
Kurt Yaeger nació en San Francisco, California, Estados Unidos, y se crio en South San Francisco. Actualmente reside en el área de Los Ángeles.
Como ciclista de BMX, Yaeger se ganó el apodo de "Crowbar" y consiguió patrocinadores para montar en BMX, participar en recorridos y competir en eventos.
Como actor, Yaeger audicionó para una gira en vivo de Nickelodeon/Clear Channel Communications basada en el popular programa de dibujos animados Rocket Power. Lo que él pensó que era un papel actoral resultó ser un papel atlético/doble. El primer día de ensayos, el director descubrió que su talento para el BMX estaba a nivel profesional y lo incorporó al espectáculo. El espectáculo realizó una breve gira por el Medio Oeste de los Estados Unidos en la primavera de 2002 antes de ser cancelado debido a la baja venta de entradas. Después de experimentar muchas lesiones relacionadas con BMX, decidió volver a la universidad para obtener una maestría en hidrogeología. En 2006, mientras asistía a la escuela en San Francisco, tuvo un accidente de motocicleta que resultó en múltiples lesiones. Golpeó un poste y cayó sobre un terraplén de 40 pies, estrellándose al costado de la autopista.
Su pierna izquierda fue amputada debajo de la rodilla, su ligamento cruzado anterior derecho y el ligamento colateral tibial fueron desgarrados, su pelvis fue desgarrada por la mitad junto con su vejiga, siete vértebras fueron rotas, sus pulmones colapsaron, múltiples costillas fueron rotas, y tenía una conmoción cerebral severa. Un año después, Yaeger se recuperó por completo y volvió a su carrera como actor.

## Carrera

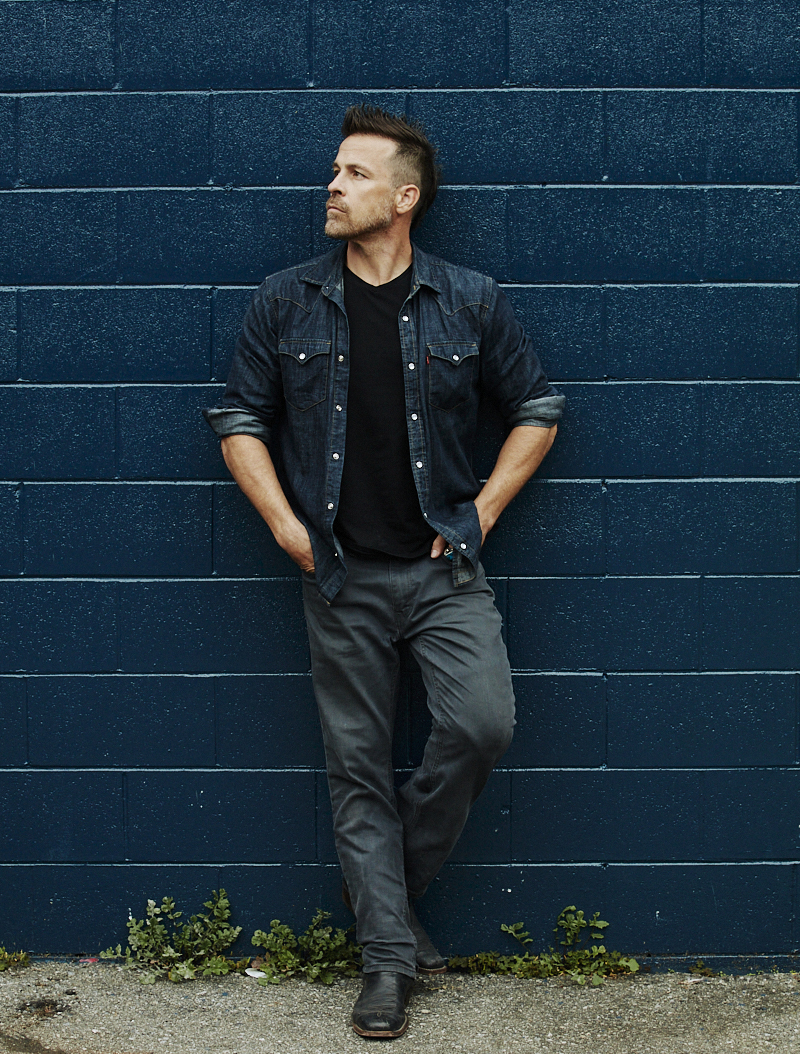
Fotógrafo: Kyrani Kanavaros 2020

Yaeger comenzó a tomar cursos de actuación y comenzó a adquirir papel tras papel. Algunos de sus primeros trabajos incluyen Tenderloin de Michael Anderson, una película sobre uno de los barrios más infames de San Francisco. La película se estrenó en el Festival de Cine de Mill Valley en octubre de 2009. Yaeger también comparte la alegría de trabajar en Dolphin Tale con Morgan Freeman, Ashley Judd y Harry Connick, Jr.; Knife Fight con Rob Lowe; War Flowers con Christina Ricci, Tom Berenger y Jason Gedrick; y el largometraje de Syfy Pirañaconda con Michael Madsen y Rachel Hunter. En 2012, apareció en un papel recurrente en seis episodios de la alabada serie de televisión de FX, Sons of Anarchy. A finales de 2016 Yaeger llegó al set de la nueva serie original Quarry de Cinemax y a NCIS: Los Ángeles para un arco de varios episodios. En 2018, Yaeger participó en la serie Tell Me a Storyde CBS All Access. En 2019 llegó a protagonizar su tercer programa independiente de la franquicia de NCIS en NCIS: New Orleans, junto con The Rookie, y un lugar en el nuevo drama televisivo The Village. En 2023, fue elegido para NCIS: Hawaiʻi y obtuvo el estatus de único actor conocido que apareció en las cuatro ediciones de la franquicia NCIS como personajes separados. Su lista de créditos de Televisión y Cine continúa creciendo.
Junto con su socio comercial Josh Gillick, Yaeger creó la productora ArtistFilm. Produjo varios cortometrajes y largometrajes, como Sedona's Rule distribuido por Green Apple Entertainment, Inc. Yaeger también participa en el Sindicato de Actores de la Pantalla (SAG), la Federación Estadounidense de Artistas de Radio y Televisión (AFTRA) y la Campaña mundial por los derechos de las personas con discapacidad de la Asociación de Equidad de los Actores (AEA) Tri-Union llamada IAMPWD - Inclusión en las Artes y los Medios de Gente con discapacidades en inglés. Anteriormente se desempeñó como presidente del Comité de Intérpretes Locales con Discapacidades de AFTRA Los Ángeles.

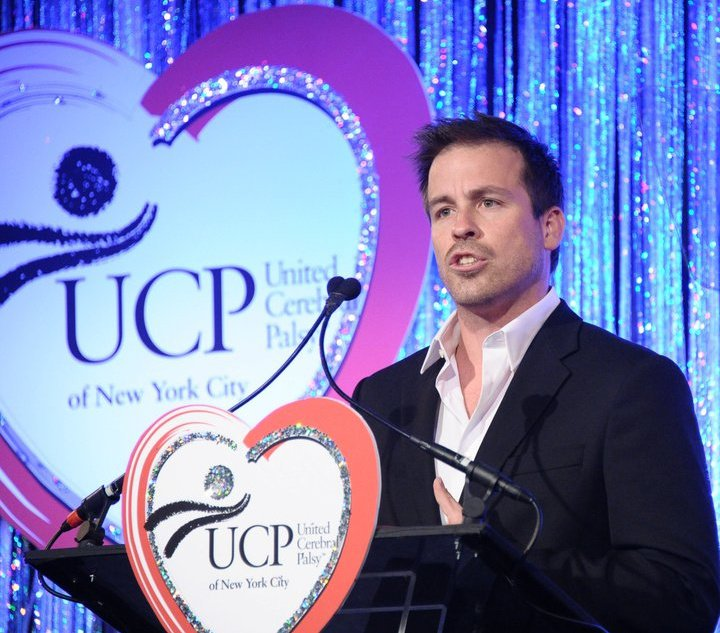
Kurt Yaeger en el evento UCP – Women Who Care 2011

Yaeger ofrece su tiempo como voluntario en muchas organizaciones. Ha asistido a varios eventos del Gran Domingo para el Proyecto Wounded Warrior, viajó en algunos de los Liferides de Kiehl's para amfAR, y participó en el American300 Warrior Tour. Habló en el décimo y undécimo evento anual de United Cerebral Palsy of New York City llamado Women Who Care, compartiendo escenario con Ivanka Trump, Michelle Bachelet y muchos otros. Yaeger fue invitado como orador principal a la Adobe Summit 2014 en Londres sobre el tema de la reinvención. El 14 de mayo de 2014, habló con una gran cantidad de especialistas en tecnología, empresarios y luego presentó a la banda Rudimental durante el Summit Fest que siguió. La siguiente hazaña de Yaeger fue subir al Empire State Building en la ciudad de Nueva York el 3 de febrero de 2016. Esta carrera fue presentada por Marmot en nombre de Challenged Athletes Foundation (CAF). No ha dejado de volcar sus esfuerzos en el activismo para la concientización de las discapacidades, específicamente en lo que se refiere a castings para televisión y cine.

## Deportes y afiliaciones

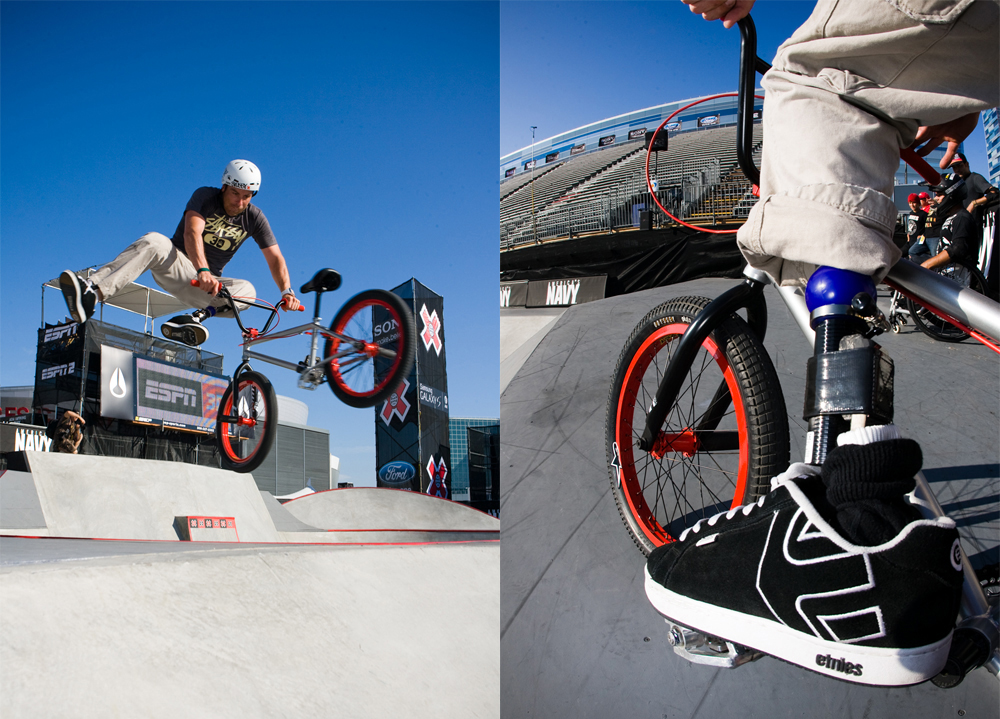
Kurt Yaeger en los X Games 17

Su reaparición deportiva se produjo poco después en el género de deportes extremos de BMX. Kurt es parte de una pequeña categoría de Adaptive BMXers número uno en el mundo, y participó en los X Games 16, seguido de los X Games 17. Yaeger se exhibió en los X Games junto con otros atletas adaptados. Todo gracias a Adaptive Action Sports, una organización sin fines de lucro que promueve campamentos, eventos y programas de deportes de acción para jóvenes y adultos jóvenes que viven con discapacidades físicas permanentes.
En 2012, el equipo de trineo de los Juegos Paralímpicos de Estados Unidos lo invitó a entrenar con ellos en Park City a principios de enero. Le pidieron volver a entrenar con ellos en Innsbruck, Austria a principios de marzo de ese año.
En 2013, Yaeger participó en una gira promocional de BMX por el Reino Unido. Seguido inmediatamente por una gira en moto por África con Touratech-USA. Actualmente, Kurt conduce más motocicletas que BMX, tanto a nivel personal como aficionado.

### Patrocinios de BMX
Cuando Yaeger comenzó a entrenar nuevamente, Etnies se inscribió para patrocinarlo y le suministró zapatos que permitieron una mayor experimentación con un nuevo pedal magnético de ProTonLocks. Después de descubrir cómo mantenerse en los pedales, Solid Bikes y Odyssey lo ayudaron al proporcionarle una bicicleta nueva. El último obstáculo fue descubrir cómo evitar que su rodilla se extendiera demasiado debido a las repetidas presiones de impacto mientras montaba. Se dirigió a Ossur, quien le fabricó una rodillera personalizada CTi para su pierna ortopédica. Otros patrocinadores, incluidos Freestyle Watches, Stüssy, Bern Helmets, Alpine Stars, Challenged Athletes Foundation, Fox Racing, ZICO Coconut Water y más, han respaldado a Yaeger.
Yaeger era uno de los propietarios de ProTonLocks, Inc., una empresa que fabrica pedales magnéticos para bicicletas.

## Filmografía

### Televisión
| Año       | Título                                   | Papel                  | Notas                                            |
| --------- | ---------------------------------------- | ---------------------- | ------------------------------------------------ |
| 2023      | NCIS: Hawaiʻi                            | Master Sergeant Strand | Episodio: Bread Crumbs                           |
| 2022      | Quantum Leap                             | Ringer                 | Episodio: Stand By Ben                           |
| 2022      | Best Foot Forward (Max Liebman Presents) | Luke                   | Episodio: Movie Night                            |
| 2022      | Station 19                               | Carl Swamination       | Episodio: Crawl Out Through The Fallout          |
| 2021      | Another Life                             | Dillon Conner          | Recurrente                                       |
| 2021      | Seal Team                                | Theo Papadakis         | Episodio: Rearview Mirror                        |
| 2021      | The Good Doctor                          | Cort Graham            | Episodio: Decrypt                                |
| 2020      | L.A.'s Finest                            | Clete Winslow          | Recurrente                                       |
| 2020      | Paradise Lost                            | Henry                  | Episodio: The Black Dog Barked                   |
| 2019-2020 | Tommy n Bobby                            | Tommy ShanaCallahan    | Protagonista; serie web                          |
| 2019      | The Village                              | Joe                    | Recurrente                                       |
| 2019      | NCIS: New Orleans                        | Kevin Simms            | Episodio: In Plain Sight                         |
| 2019      | The Rookie                               | Graham Ross            | Episodio: Manhunt                                |
| 2018      | Tell Me A Story                          | Terry                  | Recurrente                                       |
| 2018      | Personal Space                           | Leonard Freeman        | Recurrente                                       |
| 2016-2017 | NCIS: Los Ángeles                        | Sullivan               | Recurrente                                       |
| 2016      | Quarry                                   | Suggs                  | Recurrente                                       |
| 2016      | Shooter                                  | S.C. Jones             | Episodio: Danger Close                           |
| 2016      | Lethal Weapon                            | Billy Gottlieb         | Episodio: Can I Get A Witness?                   |
| 2016      | Pure Genius                              | Sergeant John Howard   | Episodio: Not Your Grandmother's Robotic Surgery |
| 2016      | Shameless                                | Gene Charleston        | Episodio: #Abortion Rules                        |
| 2015      | The Grinder                              | Prosecuting Attorney   |                                                  |
| 2015      | The Ultimate Legacy                      | Michael                | Película de televisión                           |
| 2015      | A Little Different                       | Él mismo               |                                                  |
| 2015      | Close Enough                             | Él mismo               | Episodio: The Fountain of Youth                  |
| 2014      | NCIS                                     | Freddie Linn           | Episodio: Bulletproof                            |
| 2012      | Sons of Anarchy                          | Greg The Peg           | Recurrente                                       |
| 2010      | The Bold and the Beautiful               | Photographer           | Episodio #1.5887                                 |
| 2010      | General Hospital                         | Mike – Prison Guard    | Episodio #1.12083                                |
| 2008      | Without a Trace                          | Kevin                  | Episodio: Article 32                             |
| 2007      | The World's Astonishing News             | Steve – Father         | Episodio: Poor Family's Christmas Miracle        |
| 2002      | Rocket Power                             |                        | Tour en vivo                                     |

### Películas
| Año  | Título                                         | Papel              | Notas            |
| ---- | ---------------------------------------------- | ------------------ | ---------------- |
| 2024 | Sunrise                                        | Gillespie          |                  |
| 2023 | La fiebre de los peluches Beanie               | Billy              |                  |
| 2018 | The Festival                                   | Pirate             |                  |
| 2018 | The Dragons of Melgor                          | Kurt               |                  |
| 2018 | A Doggone Adventure                            | Steven Hill        |                  |
| 2017 | Alien Hunger                                   | Brian              |                  |
| 2016 | Triple 9                                       | Wounded DHS Guard  |                  |
| 2014 | Coffee Shop Girl                               | Agent Rodriquez    | Cortometraje     |
| 2013 | Rudimental – Waiting All Night feat. Ella Eyre | Él mismo           | Video oficial    |
| 2013 | The Man Of The House                           | Dad                | Cortometraje     |
| 2012 | Honor Killing                                  | Steven             | Cortometraje     |
| 2012 | Knife Fight                                    | Oliver Kennedy     |                  |
| 2011 | Pirañaconda                                    | Gunner             | Película de SyFy |
| 2011 | Dolphin Tale                                   | Veteran Tim        |                  |
| 2011 | War Flowers                                    | Rufus              |                  |
| 2011 | Camel Spiders                                  | Joe                |                  |
| 2010 | Sedona's Rule                                  | Erick              |                  |
| 2009 | The Real Deal                                  | Bob Derdowski      | Directo a video  |
| 2009 | Every Other Week                               | Jude               | Cortometraje     |
| 2009 | The Tenderloin                                 | Ben Keegan         |                  |
| 2009 | The Hell Patrol                                | Pvt. Steven McWatt |                  |
| 2008 | Asshole of the West                            | Levi               | Cortometraje     |
| 2007 | Charlie Wilson's War                           | Afghani Refugee    | Sin acreditar    |
| 2007 | The Lost Coast                                 |                    | Cortometraje     |